# Simbolo degli apostoli
Il Credo o Simbolo degli apostoli (Symbolum apostolorum o Symbolum apostolicum) è un'antichissima formula di fede della religione cristiana. Fino al XV secolo venne attribuito agli stessi apostoli.

## Storia
La parola Symbolum a sé stante comparve in un testo cristiano nel III secolo, nell'epistolario di Tascio Cecilio Cipriano: Cipriano chiamò questa preghiera il «Simbolo della Trinità» e la riconobbe quale parte integrante del rito del battesimo.
Il titolo di Symbolum Apostolicum («Simbolo degli Apostoli») compare in una lettera del 390 circa, inviata dai partecipanti del concilio di Milano a papa Siricio e firmata tra gli altri da Ambrogio di Milano, nella quale si legge: «Si presti credito al Simbolo degli Apostoli, che la Chiesa Romana ha costantemente conservato e tramandato nella sua [originale] purezza». Nella lettera è già presente la tradizione, riferita da Rufino ma a lui precedente, secondo la quale ciascuno dei dodici apostoli scrisse uno dei dodici articoli di fede del Symbolum, ispirati dallo Spirito Santo il giorno di Pentecoste. Questa tradizione era viva nei primi secoli del Cristianesimo e perdurò in tutto il Medioevo, rafforzando l'autorità della formula ormai diventata sacra.
Si sa inoltre che anche nella Chiesa antica i battezzandi pronunciavano una formula di professione di fede, che non si è conservata; non vi sono ragioni di credere che un nuovo Credo abbia sostituito quello apostolico prima del Concilio di Nicea, si può dunque ritenere che la formula usata fosse quella riportata in questa versione.
Secondo alcuni studiosi, la frase «creatore del cielo e della terra» fu aggiunta nel VII secolo..
Scritti dei secoli V e VI indicano che questa preghiera, nei primi secoli della Chiesa, era considerata talmente sacra da non poter essere neppure scritta, ma soltanto memorizzata; questo spiegherebbe la mancanza di fonti scritte dirette antiche in favore di semplici allusioni o rimandi e di una tradizione orale.

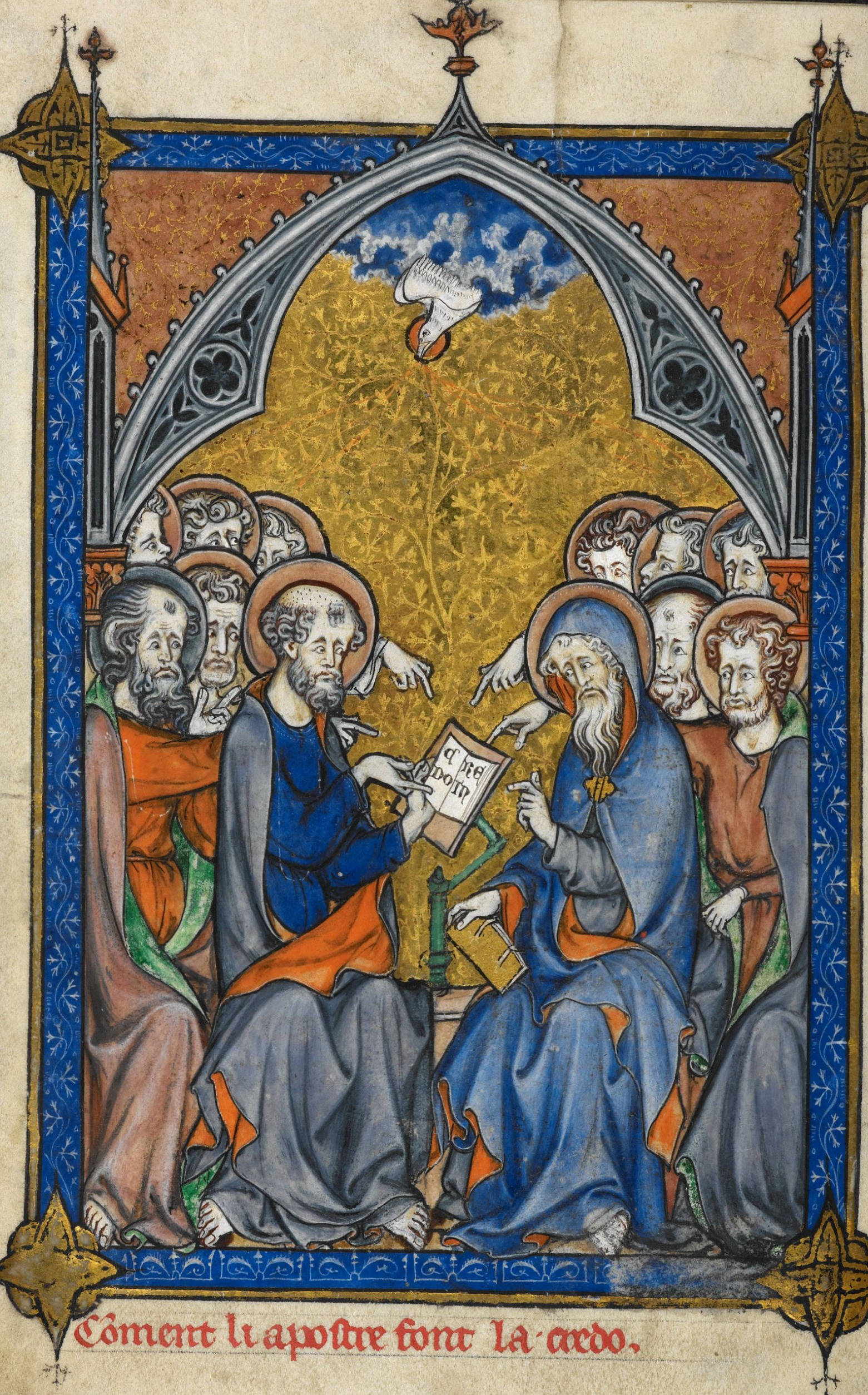
I Dodici mentre scrivono il Credo Apostolico, direttamente ispirati dallo Spirito Santo (manoscritto del XIII secolo).

Il più antico testo era ispirato al Vangelo secondo Matteo 28,29, quale parte del mandato apostolico (Mt 28,16-20), e si è ipotizzato al riguardo che esistesse in forma scritta già a partire dal II secolo, nota anche come «forma romana».
Se singoli articoli di fede del Credo apostolico attuale sono presenti in autori quali Ireneo di Lione, Tertulliano, Novaziano, Marcello di Ancira, Ambrogio di Milano, Agostino d'Ippona, Tirannio Rufino, Niceta di Remesiana ed Eusebio Gallo, il testo completo di quello che oggi è noto come Credo Apostolico appare per la prima volta nell'opera De singulis libris canonicis scarapsus ("Estratti dai libri canonici") di Pirmino di Murbach, composta tra il 710 e il 714.
Carlo Magno, re dei Franchi dal 768, impose il Credo apostolico su tutti i suoi territori, finché la Santa Sede non accettò di sostituirlo all'Antico simbolo romano, in uso da secoli.
Fra i critici, il tedesco Adolf von Harnack, lo storico del Cristianesimo e teologo protestante, ipotizzò una datazione del Symbolum molto più tarda dell'età apostolica, risalente al V secolo.
Il riferimento alla Comunione dei Santi non è presente nel Credo niceno e nell'Antico simbolo romano.

## Formula
È composto di 12 articoli:
et in Iesum Christum, Filium Eius unicum, Dominum nostrum,

qui conceptus est de Spiritu Sancto, natus ex Maria Virgine,

passus sub Pontio Pilato, crucifixus, mortuus, et sepultus;

descendit ad inferos, tertia die resurrexit a mortuis;

ascendit ad caelos, sedet ad dexteram Dei Patris omnipotentis:

inde venturus est iudicare vivos et mortuos.

Credo in Spiritum Sanctum,

sanctam Ecclesiam Catholicam, sanctorum communionem,

remissionem peccatorum,

carnis resurrectionem,

vitam aeternam. Amen.»
e in Gesù Cristo, Suo unico Figlio, nostro Signore,

il quale fu concepito da Spirito Santo, nacque da Maria Vergine,

patì sotto Ponzio Pilato, fu crocifisso, morì e fu sepolto;

discese agli inferi; il terzo giorno risuscitò da morte;

salì al cielo, siede alla destra di Dio, Padre onnipotente:

di là verrà a giudicare i vivi e i morti.

Credo nello Spirito Santo,

la santa Chiesa cattolica, la Comunione dei Santi,

la remissione dei peccati,

la risurrezione della carne,

la vita eterna. Amen.»

## Uso liturgico

### Nella Chiesa cattolica
È tuttora in uso nella liturgia della Messa, in cui si alterna al «Simbolo niceno-costantinopolitano»; in particolare, può essere adottato durante la Quaresima ed il tempo di Pasqua, nonché in tutte le occasioni nelle quali la liturgia richiama il battesimo. Nell'editio typica tertia del Missale Romanum (2002), il primo verso è stato cambiato in Credo in unum Deum. Il testo riportato in tale messale è il seguente:
Credo in unum Deum
Patrem omnipoténtem, Creatórem cæli et terræ,
et in Iesum Christum, Fílium eius únicum,
Dóminum nostrum,
qui concéptus est de Spíritu Sancto,
natus ex María Vírgine,
passus sub Póntio Piláto,
crucifíxus, mórtuus, et sepúltus,
descéndit ad ínferos,
tértia die resurréxit a mórtuis,
ascéndit ad cælos,
sedet ad déxteram Dei Patris omnipoténtis,
inde ventúrus est iudicáre vivos et mórtuos.
Credo in Spíritum Sanctum,
sanctam Ecclésiam cathólicam,
sanctórum communiónem,
remissiónem peccatórum,
carnis resurrectiónem,
vitam ætérnam. Amen.

## Indulgenza
Con breve del 10 luglio 1515, papa Leone X concesse l'indulgenza di 100 giorni a chi recita devotamente il Simbolo degli Apostoli.